# Benghazi
Benghazi là thành phố lớn thứ hai ở Libya sau thủ đô Tripoli, thành phố cảng nằm trên biển Địa Trung Hải; là thủ phủ tạm thời của Hội đồng Quốc gia Libya.
Trong thời kỳ phong kiến của lịch sử Libya, Benghazi là một thành phố cổ, là nơi cư trú của các đời nhà vua cùng hoàng gia. Benghazi là thành phố vệ tinh của thủ đô quốc gia Tripoli. Do đó nó tạo ra một sự cạnh tranh và nhạy cảm giữa Tripoli và Benghazi. Dân số là 500.120 người vào năm 1995 (theo điều tra dân số) và đã tăng lên 670.797 người trong tổng điều tra năm 2006.
Tháng 2 năm 2011, cuộc biểu tình quần chúng chống lại chính phủ của Muammar al-Gaddafi đã xảy ra trong thành phố. Ngày 21 tháng 2 năm 2011, thành phố đã được kiểm soát của phe đối lập Libya là Hội đồng Chuyển tiếp Quốc gia Libya; và không còn thuộc sự kiểm soát của chính phủ Gaddafi.

## Tên gọi
Tên thành phố hiện nay, Benghazi, xuất phát từ một nhà hảo tâm sùng đạo của thành phố tên là Ghazi hay Sidi Ghazi, theo như cách người địa phương gọi ông, ông chết năm 1450. Ghazi có thể mang nghĩa là "kẻ xâm lược", "kẻ đột kích" hay "binh lính" trong tiếng Ả Rập.
Thành phố được đổi tên thành Bani Ghazi (có nghĩa là "của những người con hay hậu duệ của Ghazi"). tiếng Thổ Nhĩ Kỳ Bingazi có nghĩa là "Nghìn lính", nhưng đây chỉ là tên trong cách đọc Thổ Nhĩ Kỳ cho cùng một cách viết (tiếng Thổ Nhĩ Kỳ trước đây dùng chữ cái Ả Rập).

## Khí hậu
Benghazi có khí hậu bán khô hạn nóng (phân loại khí hậu Köppen BSh).
| Dữ liệu khí hậu của Benghazi      | Dữ liệu khí hậu của Benghazi | Dữ liệu khí hậu của Benghazi | Dữ liệu khí hậu của Benghazi | Dữ liệu khí hậu của Benghazi | Dữ liệu khí hậu của Benghazi | Dữ liệu khí hậu của Benghazi | Dữ liệu khí hậu của Benghazi | Dữ liệu khí hậu của Benghazi | Dữ liệu khí hậu của Benghazi | Dữ liệu khí hậu của Benghazi | Dữ liệu khí hậu của Benghazi | Dữ liệu khí hậu của Benghazi | Dữ liệu khí hậu của Benghazi |
| Tháng                             | 1                            | 2                            | 3                            | 4                            | 5                            | 6                            | 7                            | 8                            | 9                            | 10                           | 11                           | 12                           | Năm                          |
| --------------------------------- | ---------------------------- | ---------------------------- | ---------------------------- | ---------------------------- | ---------------------------- | ---------------------------- | ---------------------------- | ---------------------------- | ---------------------------- | ---------------------------- | ---------------------------- | ---------------------------- | ---------------------------- |
| Cao kỉ lục °C (°F)                | 26.3 (79.3)                  | 31.7 (89.1)                  | 38.0 (100.4)                 | 39.0 (102.2)                 | 44.8 (112.6)                 | 45.6 (114.1)                 | 42.4 (108.3)                 | 43.9 (111.0)                 | 42.1 (107.8)                 | 38.3 (100.9)                 | 37.2 (99.0)                  | 30.0 (86.0)                  | 45.6 (114.1)                 |
| Trung bình ngày tối đa °C (°F)    | 16.7 (62.1)                  | 18.0 (64.4)                  | 20.3 (68.5)                  | 24.7 (76.5)                  | 28.9 (84.0)                  | 31.8 (89.2)                  | 31.7 (89.1)                  | 32.3 (90.1)                  | 30.8 (87.4)                  | 27.8 (82.0)                  | 23.2 (73.8)                  | 18.4 (65.1)                  | 25.4 (77.7)                  |
| Trung bình ngày °C (°F)           | 12.5 (54.5)                  | 13.2 (55.8)                  | 14.9 (58.8)                  | 18.7 (65.7)                  | 22.5 (72.5)                  | 25.5 (77.9)                  | 25.9 (78.6)                  | 26.5 (79.7)                  | 25.1 (77.2)                  | 22.1 (71.8)                  | 18.2 (64.8)                  | 14.1 (57.4)                  | 19.9 (67.8)                  |
| Tối thiểu trung bình ngày °C (°F) | 8.3 (46.9)                   | 8.4 (47.1)                   | 9.5 (49.1)                   | 12.8 (55.0)                  | 16.0 (60.8)                  | 19.2 (66.6)                  | 20.2 (68.4)                  | 20.8 (69.4)                  | 19.4 (66.9)                  | 16.5 (61.7)                  | 13.3 (55.9)                  | 9.9 (49.8)                   | 14.5 (58.1)                  |
| Thấp kỉ lục °C (°F)               | 1.7 (35.1)                   | 1.7 (35.1)                   | 1.7 (35.1)                   | 3.9 (39.0)                   | 6.1 (43.0)                   | 10.0 (50.0)                  | 14.8 (58.6)                  | 14.4 (57.9)                  | 10.0 (50.0)                  | 10.8 (51.4)                  | 5.6 (42.1)                   | 3.9 (39.0)                   | 1.7 (35.1)                   |
| Lượng mưa trung bình mm (inches)  | 67 (2.6)                     | 42 (1.7)                     | 29 (1.1)                     | 9 (0.4)                      | 4 (0.2)                      | 0 (0)                        | 0 (0)                        | 0 (0)                        | 4 (0.2)                      | 18 (0.7)                     | 30 (1.2)                     | 65 (2.6)                     | 270 (10.6)                   |
| Số ngày mưa trung bình (≥ 0.1 mm) | 13                           | 8                            | 6                            | 2                            | 2                            | 0                            | 0                            | 0                            | 1                            | 4                            | 6                            | 12                           | 55                           |
| Độ ẩm tương đối trung bình (%)    | 76                           | 73                           | 67                           | 58                           | 55                           | 55                           | 65                           | 67                           | 65                           | 64                           | 70                           | 74                           | 66                           |
| Số giờ nắng trung bình tháng      | 201.5                        | 220.4                        | 244.9                        | 264.0                        | 325.5                        | 336.0                        | 390.6                        | 365.8                        | 291.0                        | 248.0                        | 222.0                        | 170.5                        | 3.280,2                      |
| Số giờ nắng trung bình ngày       | 6.5                          | 7.8                          | 7.9                          | 8.8                          | 10.5                         | 11.2                         | 12.6                         | 11.8                         | 9.7                          | 8.0                          | 7.4                          | 5.5                          | 9.0                          |
| Nguồn 1: Deutscher Wetterdienst   |                              |                              |                              |                              |                              |                              |                              |                              |                              |                              |                              |                              |                              |
| Nguồn 2: Sách Khí tượng Ả Rập     |                              |                              |                              |                              |                              |                              |                              |                              |                              |                              |                              |                              |                              |